# Club Social Deportivo Ferrocarril
Deportivo Ferrocarril es un club de fútbol peruano, con sede en la ciudad de Zarumilla, en el departamento de Tumbes. Fue fundado en 1950 y participa en la Copa Perú.

## Historia
El club fue fundado el 12 de febrero de 1950 por un grupo de jóvenes de la ciudad de Zarumilla.
En la Copa Perú 1970, tras lograr el campeonato departamental de Tumbes, clasificó a la Etapa Regional donde enfrentó a Asociación Bancarios de Jaén, Unión Tumán y Atlético Torino, siendo este último el que avanzó a la Finalísima donde lograría el título.
En 2014 llegó hasta la liguilla de la Etapa Provincial de Zarumilla donde fue eliminado al terminar en tercer lugar detrás de Sport Unión y Sport Municipal. Llegó nuevamente a la Etapa Provincial en 2016 siendo eliminado en la liguilla por Comercial Aguas Verdes y los Chanos.
Tras clasificar a la Etapa Nacional de la Copa Perú 2018, logró un nuevo título departamental luego de vencer por 1-0 a Universidad Nacional de Tumbes. Fue eliminado en la primera fase de la Etapa Nacional tras terminar en el puesto 33 de la tabla general.
En la Copa Perú 2022 fue campeón departamental tras vencer en la última fecha a Progresista de Los Pinos por 3-1 y clasificó a la Etapa Nacional donde fue eliminado en dieciseisavos de final por Deportivo Verdecocha con un marcador global de 3-2.

## Rivalidades
Deportivo Ferrocarril mantiene una rivalidad en su ciudad con Sport Bolognesi dando origen al "Clásico de Zarumilla".

## Sede
El club cuenta con su local propio ubicado en el jirón Independencia Nº 329 en la ciudad de Zarumilla.

## Entrenador
- Carlos Colona (2015)
- Enrique Estrada León (2017-2018)
- Pedro Marchan Preciado (2018)
- Yul Montoya (2022)
- Nelson Romero (2022)

## Palmarés

### Torneos regionales
| Competición regional               | Títulos                                               | Subcampeonatos |
| ---------------------------------- | ----------------------------------------------------- | -------------- |
| Liga Departamental de Tumbes (3/2) | 1969, 2018, 2022.                                     | 1966, 1970.    |
| Liga Superior de Tumbes (0/1)      |                                                       | 2019.          |
| Liga Provincial de Zarumilla (3/0) | 1992, 2018, 2022.                                     |                |
| Liga Distrital de Zarumilla (9/2)  | 1953, 1966, 1969, 1970, 1992, 2014, 2018, 2022, 2023. | 2016, 2025.    |